# نامه سوم یوحنا

## معرفی نامهٔ سوّم یوحنای رسول
نامهٔ سوّم یوحنای رسول به یک رهبر کلیسا به نام گایوس نوشته شده‌است. یوحنا به تحسین گایوس می‌پردازد، زیرا مسیحیان را یاری کرده‌است. او همچنین دربارهٔ شخصی به نام دیوتْرِفیس هشدار می‌دهد.

## تقسیم‌بندی کلّی
۱ - مقدمه (۱–۴)
۲ - تحسین گایوس (۵–۸)
۳ - محکومیت دیوتْرِفیس (۹–۱۰)
۴ - تمجید دیمیتریوس (۱۱–۱۲)
۵ - بخش پایانی (۱۳–۱۵)